# Samo snovi teku uzvodno
Samo snovi teku uzvodno četrnaesti je studijski album Parnog valjka.
Album obiluje rockerskim zvukovima (to je njihov najžešći album). Nakon dugo vremena novi instrumentali - "Maloj ptici s juga" i naslovna "Samo snovi teku uzvodno". Unatoč gitarističkim tonovima, album sadrži i dvije balade: "Oba lica ljubavi" i "...A gdje je ljubav". Na albumu se nalazi i duet s Tinom Rupčić, jednim od pozadinskih vokala - "Dok je tebe". Autor većine pjesama je, kao i obično, Husein Hasanefendić, osim "To ni političan song" - M. Krpan/A. Klinar-M. Čuček/V. Kreslin i "Ja još čekam" - M. Brkić-H. Hasanefendić.

## Popis pjesama
1. Autoput (5:16)
2. Sai Baba blues (4:53)
3. Depra (3:36)
4. Oba lica ljubavi (3:47)
5. ...A gdje je ljubav (5:11)
6. Maloj ptici (s juga) (2:04)
7. Kaži ja! (Boje jeseni) (5:10)
8. To ni političan song (4:16)
9. Ja još čekam (4:13)
10. Ostavljam trag (2:58)
11. Dok je tebe (5:27)
12. Samo snovi teku uzvodno (5:12)

## Izvođači
- gitara - Husein Hasanefendić - Hus
- vokal - Aki Rahimovski
- bubnjevi - Dražen Šolc
- gitara - Miroslav Brkić - Brk
- klavijature - Berislav Blažević - Bero
- bas - Zorislav Preksavec - Preksi

## Gosti
- udaraljke - Hrvoje Rupčić
- Hammond na 11, klavir na 12 - Neven Frangeš
- truba - Josip Grah
- saksofon - Igor Geržina
- trombon - Nenad Grahovac
- simfonijski orkestar HRT-a - orkestrirali i dirigirali - Zdravko Šljivac i Alan Bjelinski
- prateći vokali - Tina Kresnik i Martina Matić

## Vanjske poveznice
- Album na službenoj stranici sastava
- Album na stranici discogs.com